# Kyyrönlampi
Kyyrönlampi är en sjö i kommunen Joensuu i landskapet Norra Karelen i Finland. Sjön ligger 105,2 meter över havet. Den är 10 meter djup. Arean är 77 hektar och strandlinjen är 5,53 kilometer lång. Sjön  ingår i Vuoksens huvudavrinningsområde.   Den ligger omkring 50 kilometer norr om Joensuu och omkring 420 kilometer nordöst om Helsingfors. 